# Vouillé-les-Marais
Vouillé-les-Marais è un comune francese di 691 abitanti situato nel dipartimento della Vandea nella regione dei Paesi della Loira.

## Società

### Evoluzione demografica
Abitanti censiti